# Arnaldo Fortini
Arnaldo Fortini (Assisi, 13 dicembre 1889 – Assisi, 15 maggio 1970) è stato uno storico, scrittore e avvocato italiano.

## Biografia
Discendente da un'antica famiglia umbra, rimase presto orfano di entrambi i genitori. Per questo condusse gli studi obbligatori presso l'"Istituto per orfani Sermattei" di Assisi. Conseguita la licenza ginnasiale a Gubbio, terminò il liceo classico a Perugia nel collegio Sant'Anna.
Si laureò in giurisprudenza all'università degli studi di Perugia nel 1912 e iniziò la professione forense, senza però accantonare gli studi storici e la musica. Nel 1913 divenne consigliere della Società internazionale di studi francescani di Assisi, della quale fu in seguito presidente dal 1932 sino alla morte. Fortini era infatti un cultore della vita e delle opere del Poverello di Assisi, ma anche di Sesto Properzio e di Dante
Fu podestà della sua città. Nel terzo ed ultimo periodo del suo mandato di primo cittadino aderì alla Democrazia Cristiana.

### La prima guerra mondiale
Allo scoppio della prima guerra mondiale partì come volontario ed esercitò le funzioni di avvocato difensore alla corte marziale del V Corpo d'armata di stanza a Thiene (Vicenza) col grado di tenente colonnello. Al termine del conflitto ottenne una croce al merito di guerra. Una volta tornato ad Assisi insegnò materie giuridiche presso l'Istituto tecnico locale ed esercitò l'avvocatura.
Nel 1920 venne eletto presidente dell'Accademia properziana del Subasio. Nel 1923 divenne podestà della città natale, rimanendolo per più di vent'anni. Il 1923 è anche la data in cui costituì la "Compagnia dei Cavalieri di Satriano" ove annoverò tra gli iscritti nomi celebri dell'epoca quali Gabriele d'Annunzio Guglielmo Marconi Giacomo Boni e vari altri personaggi con adesione della Principessa Giovanna di Bulgaria in qualità di Dama della Compagnia..  Organizzò nel 1926 le celebrazioni del settimo centenario della morte di Francesco d'Assisi, evento a cui aderirono contemporaneamente 72 Nazioni. Nel 1927 rievoca dopo secoli di disapplicazione la festa del Calendimaggio, che da allora viene svolta tutti gli anni nei primi giorni del mese di maggio.
Visse una ricambiata amicizia con Gabriele D'Annunzio con cui aveva in comune l'amore per la poesia (arte in cui anche Fortini si dilettava) e la convinzione che in San Francesco vi fosse la più pura essenza di vita e di salvazione; seguì una rottura ideologica tra i due. In uno degli ultimi incontri che ebbero al Vittoriale (dimora del poeta), D'Annunzio ebbe a ribattezzarlo  "Frate Arnaldo del Subasio" , assegnandogli il motto (specialità del Vate) "Nihil mihi Domine!" (trad. "niente per me, o Signore"!).

### I Savoia

Matrimonio tra Boris III di Bulgaria e Giovanna di Savoia, si nota Ferdinando I di Bulgaria.

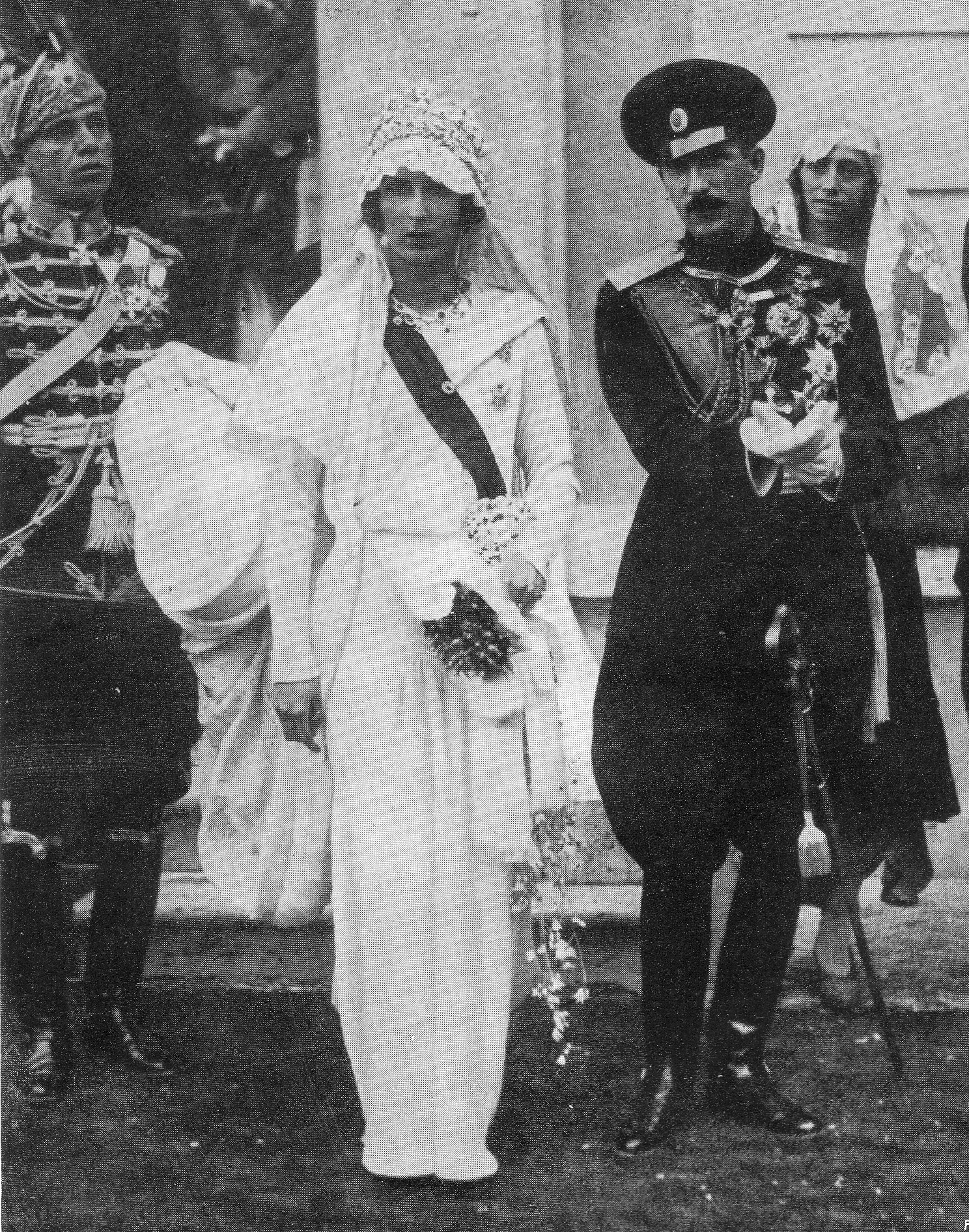
Matrimonio tra Boris III di Bulgaria e Giovanna di Savoia, gli sposi

Il 25 ottobre 1930 in Assisi fu organizzatore del matrimonio tra Boris III di Bulgaria e Giovanna di Savoia, figlia del Re Vittorio Emanuele III di Savoia e della Regina Elena. Giovanna di Savoia ed Arnaldo Fortini si frequentavano e talvolta la Regina di Bulgaria faceva visita in Assisi (città ove è stata sepolta per suo volere nel 2000), spesso in anonimato, per incontrarlo. Talvolta era invece Fortini che faceva visita su preciso invito della famiglia reale presso la tenuta estiva dei Savoia a San Rossore.

### Il Processo di Verona
Nel 1944, su espressa richiesta dei familiari e per la pregressa amicizia che li legava sin dall'infanzia, Fortini assunse la difesa del gerarca Tullio Cianetti al processo di Verona, evitandogli la condanna a morte riuscendo a dimostrare la parziale estraneità alle accuse ascritte; in tale circostanza ebbe occasione di parlare con altri imputati del processo (poi giustiziati l'11 gennaio 1944) come Galeazzo Ciano, Emilio De Bono, Giovanni Marinelli, Carluccio Pareschi, Luciano Gottardi.
Nel corso della seconda guerra mondiale, sotto l'egida della Santa Sede e di varie autorità ecclesiastiche come Padre Beda Hess, mons. Placido Nicolini e la Segreteria del Vaticano, in qualità di Presidente della Societa Internazionale di Studi Francescani inviò un appello indirizzato alle autorità militari e diplomatiche tedesche per salvare la città di Assisi da inutili distruzioni; la città fu poi proclamata e riconosciuta come città ospedaliera, e quindi non passibile di occupazione da parte dei reparti della Wehrmacht, sebbene posta sotto il controllo del colonnello tedesco Valentin Muller.
Nel secondo dopoguerra il rettore dell'Università di Perugia Giuseppe Ermini creò presso il suo ateneo un percorso di studi francescani la cui cattedra fu assegnata a Fortini. Fu in contatto con personaggi del mondo politico e culturale italiano ed internazionale come Gabriele D'Annunzio, Benito Mussolini, Paul Sabatier, Riccardo Bacchelli, Vittorio Emanuele III di Savoia, Giovanna di Savoia, Romeo Gallenga Stuart, Curzio Malaparte, padre Agostino Gemelli, Giorgio la Pira. Ebbe inoltre frequentazioni con personaggi del mondo dello spettacolo come Federico Fellini e Roberto Rossellini (cfr. "Assisi Clandestina" Alex Ramati 1961 Ed. Porziuncola), Barbara Leoni.
La figlia Gemma Fortini, il cui nome gli fu suggerito da Gabriele D'Annunzio, ne proseguì l'attività di ricerca storica.

## Opere
- Il più ardente poeta d'amore, Assisi, Accademia Properziana del Subasio, 1931
- D'Annunzio e il francescanesimo,Edizioni Assisi, 1963
- Nova vita di San Francesco d'Assisi, Milano, Alpes, 1926
- Nella luce di Assisi, Milano, Treves, 1934
- Frate Elia da Assisi: architetto della Basilica di San Francesco, Roma, Miscellanea francescana, 1938
- Assisi nel Medio Evo: leggende, avventure, battaglie, Roma, Edizioni Roma, 1940
- Quelli che vinceranno, Foligno, L. Del Romano, 1946
- San Francesco in Egitto, Santa Maria degli Angeli, Tipografia Porziuncola, 1959
- Nel 750. anniversario della fondazione dell'Ordine dei Frati Minori: (1209-1959): storia, cronaca, discussioni, S. Maria degli Angeli, Assisi, Tipografia Porziuncola, 1959
- Francesco d'Assisi e l'Italia del suo tempo, 2 volumi, Roma, Biblioteca di Storia Patria, 1968
- La Lauda in Assisi e le origini del teatro italiano, Ed.Assisi
- Le fonti, questioni francescane , Ed.Assisi
- Gli ultimi crociati Ed. Bestetti Milano
- Giovanna di Savoia regina di BulgariaMilano 1930